# Wolfgang Nordwig
Wolfgang Nordwig (Chemnitz, 27 augustus 1943) is een Oost-Duitse atleet. Hij verbeterde tweemaal het wereldrecord polsstokhoogspringen en won olympisch goud op deze discipline.

## Biografie
Nordwig werd viermaal Europees kampioen indoor en driemaal in de buitenlucht. Tijdens zijn olympisch debuut in 1968 behaalde hij de bronzen medaille. In 1970 verbeterde Nordwig tweemaal het wereldrecord, in 1972 werd hij olympisch kampioen.

## Titels
- Europees kampioen polsstokhoogspringen - 1966, 1969, 1971
- Olympisch kampioen polsstokhoogspringen - 1972

## Persoonlijke records
- polsstokhoogspringen 5,50 m (1972).

## Wereldrecords
De volgende wereldrecords zijn door de IAAF erkend:
| Hoogte (m) | Datum      | Plaats  |
| ---------- | ---------- | ------- |
| 5,45       | 17.06.1970 | Berlijn |
| 5,46       | 03.09.1970 | Turijn  |

## Palmares

### Polsstokhoogspringen
- 1966:  EK - 5,10 m
- 1967:  EKI  - 4,90 m
- 1968:  EKI  - 5,20 m
- 1968:  OS - 5,40 m
- 1969:  EKI - 5,20 m
- 1969:  EK - 5,30 m
- 1970:  EKI - 5,20 m
- 1971:  EKI - 5,40 m WR
- 1971:  EK - 5,35 m
- 1972:  EKI  - 5,40 m
- 1972:  OS - 5,50 m

1896: Welles Hoyt ·
1900: Irving Baxter ·
1904: Charles Dvorak ·
1908: Edward Cook & Alfred Gilbert ·
1912: Harry Babcock ·
1920: Frank Foss ·
1924: Lee Barnes ·
1928: Sabin Carr ·
1932: Bill Miller ·
1936: Earle Meadows ·
1948: Guinn Smith ·
1952: Bob Richards ·
1956: Bob Richards ·
1960: Don Bragg ·
1964: Fred Hansen ·
1968: Bob Seagren ·
1972: Wolfgang Nordwig ·
1976: Tadeusz Ślusarski ·
1980: Władysław Kozakiewicz ·
1984: Pierre Quinon ·
1988: Serhij Boebka ·
1992: Maksim Tarasov ·
1996: Jean Galfione ·
2000: Nick Hysong ·
2004: Tim Mack ·
2008: Steven Hooker ·
2012: Renaud Lavillenie ·
2016: Thiago Braz da Silva ·
2020: Armand Duplantis ·
2024: Armand Duplantis